# WHDIフルハイビジョン無線テレビ

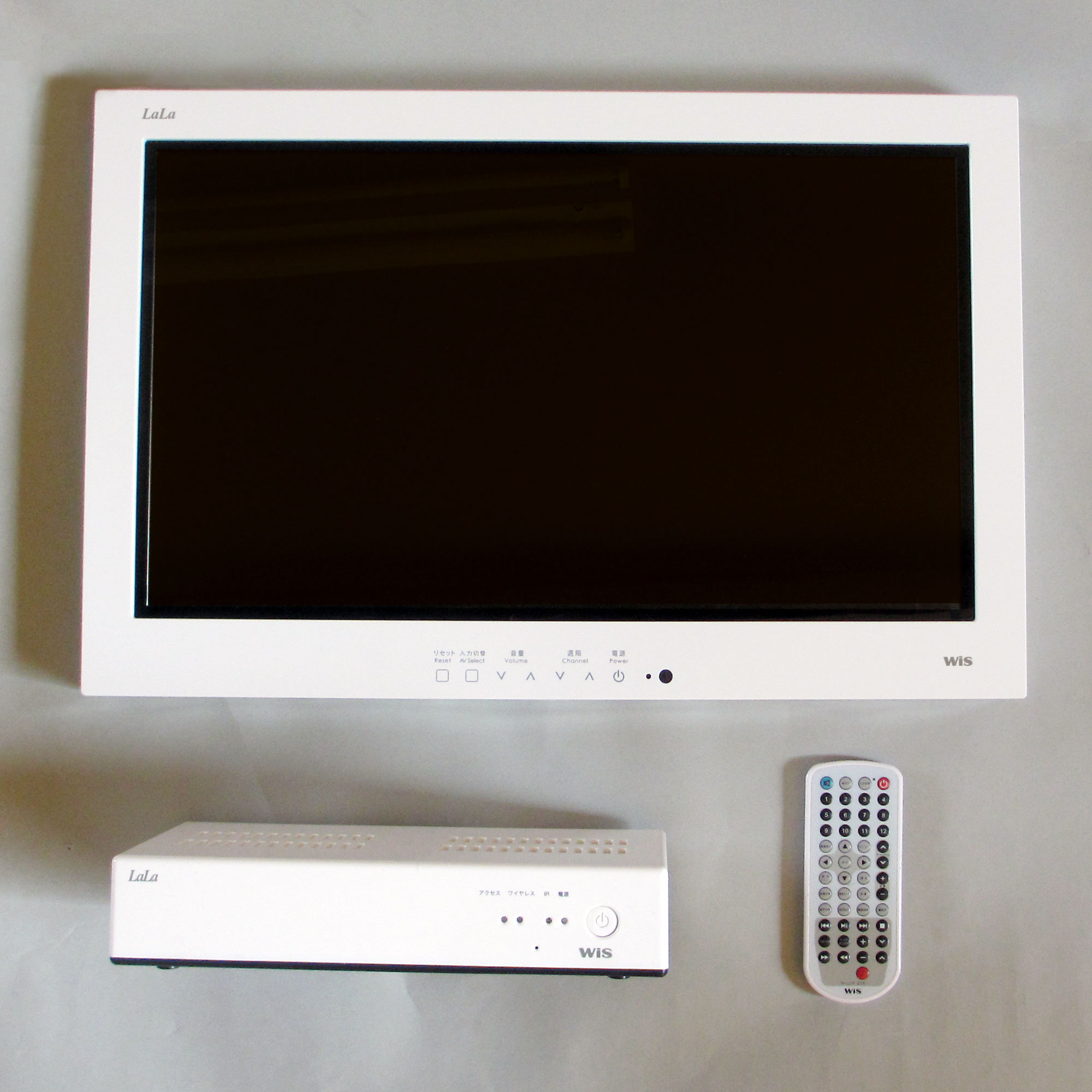
WHDI／防水無線テレビ22型

WHDIフルハイビジョン無線テレビ（ダブリューエイチディーアイフルハイビジョンむせんテレビ）とは、WHDI規格を使用したフルハイビジョン映像を無線によりワイヤレスでの視聴を可能としたテレビである。単にワイヤレス・テレビと呼ばれる場合もある。
アメリカで実用化し、日本で改良したWHDI／ワイヤレスHDMI方式の無線テレビであるが、WHDIとはWireless Home Digital Interfaceの略で、イスラエルのAMIMON社が開発した、ワイヤレスで高品位映像を伝送するための技術である。
なおWHDI方式でフルハイビジョン（フルHD）の無線テレビは、日本では、防水機能が付加され、WHDIの特性を活かした持ち運び自由な、日本のフルハイビジョンを浴室で楽しめる「防水無線テレビ」「浴室テレビ」として製品化された。

## 概要
AV機器のケーブルによる接続方式では、たくさんのケーブルが必要となるため接続が煩雑となるのが常であった。またAV機器の接続は高周波信号によって長距離伝送する場合、混線が発生する場合があったが、HDMIの開発により、1本のケーブルでそれぞれの機器が接続可能となったことにより、大幅な改善が見込まれるようになった。
しかし、HDMIケーブルは高価であり、何10mもの長距離を配線することは金銭的に不利であり、ケーブル配線であることには代わりがないので機器設置場所には多少なりとも制約が残ることとなる。
これを払拭できる可能性があるのが、WHDI／ワイヤレスHDMI規格であり、無線の到達可能範囲であればAV機器の設置場所は、ほぼ自由となり、快適性・デザイン性・作業性は大幅な向上が見込まれる。
パソコン機器に関しては、無線LANの普及にともない急速に無線化が進んでいったが、AV機器における無線化はなかなか進展しなかった。それは高品位映像を無線伝送する技術など幾つかの問題が残存していたためであるが、AMIMON社がWHDIを開発し、2009年4月に同技術を利用したチップを販売開始したことで普及が進んでいった。
まず、アメリカで、薄型テレビやプロジェクタで実用化されていき、やがて医療関連において採用された。高い性能が求められる医療用の機器に使われ普及したことは、高い信頼性を証明した。日本では「浴室テレビ」を主な目的として、「防水無線テレビ」に盛り込まれた。改良点としては、従来、最大1080iハイビジョン（HD）であった映像形式を、1080p形式のフルハイビジョン（フルHD）に対応させたことであり、同時に、静止画の表示画質向上などの改善もおこなわれた。